# 刘芳 (演员)
刘芳（1960年7月10日—），女，中國演员，曾參演多部电视剧，代表作為《还珠格格》里的福晉。

## 简介
劉芳原為湖南卫视电视剧制作中心演员兼节目主持人。1976年，代表贵州省参加全国第二届单人舞、双人舞、三人舞舞蹈调演，表演的双人舞蹈「聋哑妹上学了」获全国舞蹈优秀节目奖。1988年毕业于北京广播学院新闻编采系。1998年，於電視劇《还珠格格》饰演福晉一角，並有出色的演出，被视为芳姐的代表作。2000年拍絕色雙嬌時遭寧王演員秦焰毆打。

## 感情生活
刘芳前夫为演员岳跃利，曾與岳跃利育有一名女儿，女儿名为岳野

## 作品

### 電視劇
- 1982：《宝灯》 饰 阿月
- 1982：《宝山》 饰 玉屏
- 《黄兴》 饰 徐宗汉
- 《窝棚春秋》 饰 凤子
- 《花房血案》 饰 谢小玉
- 《天屏在你心上》 饰 金玲
- 《最后的团聚》 饰 杨开慧
- 《日出苍山》 饰 杨开慧
- 《焦作风暴 》饰 梁跃贞
- 《绿林女杰》 饰 香三娘
- 《失婴之谜》 饰 鲍秀妹
- 《雾散开云》 饰 柳茹秀
- 《雷暴》 饰 杨玉莲
- 《神光》 饰 秋芬
- 《背影》 饰 肖兵
- 《段老五家事》 饰 阿莲
- 《好儿王涛》 饰 何秀林
- 《大义母亲》 饰 母亲
- 《特别攻击队》 饰 冯娟
- 《铁牛镇》 饰 赵桂兰
- 《青青河边草》饰 韵秋
- 《欲血罗宵》 饰 赵桂荣
- 《绝色双娇》 饰 林夫人
- 1997：《花姑子》 饰 章母
- 1998：《还珠格格》 饰 福晋（福尔康、福尔泰之母）
- 《换子成龙》 饰 赵母
- 《宁为女人》 饰 徐母
- 《媳妇的眼泪》 饰 红姨
- 《木棉花的春天》 饰 叶母
- 《带上婆婆嫁》 饰 玉春
- 《爱无悔》 饰 阿凤
- 《爱没有错》 饰 贺之梅
- 《商道》 饰 李金好
- 《良家妇女》 饰 姜桂英
- 2008：《清风明月佳人》饰 向太后
- 2009：《大丫鬟》 饰 瑞珠
- 《嫦娥奔月》 饰 黑婆婆
- 《钻石豪门》 饰 许韵芝
- 《梁山伯与祝英台》饰 梁母
- 《人在灯火阑珊处》饰 莲母
- 《江湖夜雨十年灯》饰 杜奶奶
- 《原子弹爆炸前的秘闻》饰 女队长
- 《连接欧亚大陆的人》 饰 王燕
- 2011：《桃花劫》饰 金桂兰
- 2011：《宫锁心玉》饰 晴川母
- 2011：《唐宫美人天下》饰 红袖
- 2011：《被遗弃的秘密》（又名“藏心术”）饰 黄大妈
- 2012：《宫锁珠帘》饰 瓜爾佳氏(怜儿母亲)
- 2012：《大唐鳳珠》饰 長孫皇后
- 2012：《李師師》饰 韋賢妃
- 2013：《鳳游龍門》饰 邹葉氏
- 2014：《古剑奇谭》饰 幽都婆婆
- 2014：《红色青橄榄》饰 郭母
- 2015：《花火》饰 谭母
- 2016：《云水怒》饰 安若素
- 2016：《大嫁风尚》
- 2017：《大唐荣耀》饰 姜氏 （沈珍珠之母）
- 2017：《铁血军魂》
- 2017：《大唐荣耀2》饰 姜氏 （沈珍珠之母）
- 2018：《永远一家人》饰 吴桂花
- 2020：《这就是生活》饰 刘淑敏
- 2021：《白玉思无瑕》饰 江老夫人
- 2021：《御赐小仵作》饰 冯大夫人
- 2021：《小敏家》饰 佟兵妈

### 電影
- 《媳妇们的心事》 饰 银玲
- 《布谷催春》 饰 珍珍
- 《幽灵》 饰 小张
- 《粉红丝带》 饰 张奶奶
- 《病尉迟孙立》 饰 祝夫人

## 节目主持
- 湖南卫视：《女人妆》（1996-2002）